# جگوار مارک ۲
جگوار مارک ۲ (Jaguar Mark 2) خودرویی است که در سال‌های ۱۹۵۹–۱۹۶۷۸۳،۹۷۶ produced (Mark ۲) ۱۹۶۷–۱۹۶۹
۷،۲۳۴ produced (۲۴۰ & ۳۴۰)تولید شده‌است.
این خودرو در کلاس سدان اسپورت قرار گرفته و وزن آن در حالت طبیعی ۳٬۱۷۴ پوند (۱٬۴۴۰ کیلوگرم) است.